# شهرداری شنیور
شهرداری شنیور (به لاتین: Municipality of Šenčur) یک منطقهٔ مسکونی در اسلوونی است که در اسلوونی واقع شده‌است. شهرداری شنیور ۴۰٫۳ کیلومتر مربع مساحت و ۸٬۴۷۷ نفر جمعیت دارد.